# Plectroboarmia sordida
Plectroboarmia sordida là một loài bướm đêm trong họ Geometridae.